# Templasilus
Templasilus is een vliegengeslacht uit de familie van de roofvliegen (Asilidae).

## Soorten
- T. bolivari (Arias, 1912)